# Лихтерфельде (Више)
Лихтерфельде (нем. Lichterfelde) — община в Германии, в земле Саксония-Анхальт.
Входит в состав района Штендаль. Подчиняется управлению Зеехаузен (Альтмарк). Население составляет 311 человек (на 31 декабря 2006 года). Занимает площадь 18,84 км².